# Conformitat amb el dret internacional de la declaració unilateral d'independència pel que fa a Kosovo
Conformitat amb el dret internacional de la declaració unilateral d'independència pel que fa a Kosovo va ser una sol·licitud d'opinió consultiva a la Cort Internacional de Justícia per part l'Assemblea General de les Nacions Unides pel que fa a la declaració d'independència de Kosovo de 2008. Aquest va ésser el primer cas en relació amb una declaració unilateral d'independència que es va presentar davant d'aquest tribunal.

## Sol·licitud d'opinió
El 8 d'octubre de 2008 l'Assemblea General de les Nacions Unides va adoptar una resolució en la qual s'acordava realitzar una sol·licitud d'opinió consultiva a la Cort Internacional de Justícia amb relació a la declaració d'independència de Kosovo.
| «                                                | És la declaració unilateral d'independència de les Institucions Provisionals d'Autogovern de Kosovo de conformitat amb el dret internacional? | » |
| — Assemblea General de les Nacions Unides (2008) | |   |

## Dictamen
El 22 de juliol de 2010 la Cort Internacional de Justícia va fer públic el seu dictamen:
| «                                       | El dret internacional general no conté cap prohibició aplicable respecte de les declaracions d'independència. La declaració d'independència de 17 de febrer del 2008 no infringeix el dret internacional general. | » |
| — Cort Internacional de Justícia (2010) | |   |